# Aasiaat-Museum
Das Aasiaat-Museum (dänisch Aasiaat Museum, grönländisch Aasiaat Katersugaasiviat) ist das Heimatmuseum (Lokalmuseum) von Aasiaat.

## Geschichte
Ab Ende der 1960er Jahre bestanden Pläne ein Museum in Aasiaat zu eröffnen. Ursprünglich wollte man es in der Wohnung des Walfängerkommandeurs (B-26) einrichten, aber das Gebäude wurde für zu klein erachtet. Das Gebäude sollte außerdem erst 1982 fertig restauriert sein und man wollte nicht so lange warten. 1977 wurde von der Gemeinde Aasiaat ein Museumsausschuss gegründet. Im November 1978 kamen Mitarbeiter des Nationalmuseums nach Aasiaat und meinten, dass das Wohnhaus B-404, in dem früher Frederik Lynge gewohnt hatte, gut für ein Museum geeignet sei. Am 3. Dezember 1978 wurde das Museum eröffnet. Anfangs bestand die Sammlung nur aus rund zwei Dutzend Gegenständen, darunter ein altes Umiak und Kajak. 1981 wurde ein Mitarbeiter angestellt, um das Museum besser aufzubauen. Infolgedessen wurde das Museum am 20. Juni 1985 von der Regierung offiziell anerkannt. 1989 wurde das Museum ausgebaut, indem auch die Gebäude B-408 und B-207 übernommen wurden, die heute nicht mehr Teil des Museums sind. Im September 2002 zog das Museum in die gerade dafür renovierte Wohnung des Kolonialverwalters (B-24) um.

## Gebäude
Aktuell zum Aasiaat-Museum gehörige Gebäude sind:
- B-24: Das Hauptgebäude ist die frühere Wohnung des Kolonialverwalters. Es dient seit 2002 als das eigentliche Museum.
- B-404: Das Wohnhaus B-404 war früher das Heim von Frederik Lynge und war von 1978 bis 2001 der Standort des Museums. Heute dient es als Lager des Museums.
- B-1360: Es handelt sich um einen 1998 fertiggestellten Nachbau eines Torfmauerhauses und demonstriert so die frühere Lebensweise der Grönländer.

Die Gebäude B-24 und B-404 sind geschützt. Für detaillierte Beschreibungen zur Geschichte und Architektur der einzelnen Gebäude, siehe die Liste der Baudenkmäler in Aasiaat.

## Ausstellung
Im Aasiaat-Museum werden Ausstellungen zu folgenden Themen gezeigt:
- die Einwanderung der Thule-Kultur ab etwa 1200, von der die heutige grönländische Bevölkerung abstammt
- das Torfmauerhaus, das zeigt, wie die grönländische Bevölkerung in der Kolonialzeit im 19. und 20. Jahrhundert typischerweise wohnte
- Jagdwaffen und grönländische Transportmittel (Kajak, Hundeschlitten)
- der Wandel der grönländischen Nationaltracht zur Festtracht
- ein 150 Jahre altes Umiak